# Обрадович, Александр
Александр Обрадович (серб. Александар Обрадовић; 22 августа 1927, Блед, Королевство Югославия — 1 апреля 2001, Белград, Сербия) — сербский и югославский композитор, музыкальный писатель, музыкальный педагог, профессор, ректор Университета искусств в Белграде (1979—1983), общественный деятель.

## Биография
До 1952 года изучал композицию в Белградской музыкальной академии под руководством Миховила Логара. С 1955 года работал в академии, доцент — в 1969 году.
Стажировался за рубежом: в Лондонской королевской академии музыки у Л. Беркли (в 1959—1960) и в Нью-Йорке у В. Усачевского (1966—1967).
Он начал преподавать в Музыкальной школе имени Станковича в 1953 году.
Занимался активной общественной деятельностью: в 1962—1966 годах занимал пост Генерального секретаря Союза композиторов Югославии. В 1979—1983 годах был ректором Белградского университета искусств. Заведовал кафедрой композиции и оркестровки в музыкальной школе в Белграде. Будучи музыкальным писателем и критиком, публиковал статьи в газетах «Politika», «Борба» и «Književne novine», а также в периодических изданиях Pro musica и Zvuk.

## Творчество
Автор ряда камерных и концертных музыкальных произведений. Внёс значительный вклад в жанр симфонической музыки Сербии. Обрадовичу принадлежит более двухсот сочинений, в том числе, восемь симфоний, прелюдия и фуга для большого оркестра, произведения для большого струнного оркестра, симфонические концерты для кларнета, виолончели, скрипки и фортепиано, кантаты и многое другое.
Одним из первых сербских композиторов работал в жанре электронной музыки.
Помимо музыки, Обрадович занимался изобразительным искусством (акварелист) и литературным творчеством.
Написал первый в Сербии учебник по оркестровке «Uvod u orkestraciju» («Введение в оркестровку», 1978), который был переведен на итальянский язык.

## Награды
Обладатель около 25 наград и отличий, среди которых наиболее важными являются Октябрьская премия СФРЮ (1959) и Премия Седьмого июля (1980).